# جيوفاني برونيرو
جيوفاني برونيرو (مواليد 04 أكتوبر 1895 - الوفاة 23 نوفمبر 1934) كان دراج إيطالي في صنف سباق الدراجات على الطريق.

## سجل الفوز

### سباقات أو مراحل فاز بها
| التاريخ        | السباق                  | المركز                  |
| -------------- | ----------------------- | ----------------------- |
| 21 أغسطس 1920  | 1920 طواف إيميليا       | الفائز في التصنيف العام |
| 09 نوفمبر 1920 | طواف لومبارديا 1920     | المركز الثاني           |
| 01 يناير 1921  | 1921 غران بيمونتي       | الفائز في التصنيف العام |
| 03 أبريل 1921  | ميلان-سان ريمو 1921     | المركز الثاني           |
| 10 أبريل 1921  | ميلانو-تورينو 1921      | المركز الثاني           |
| 12 يونيو 1921  | طواف إيطاليا 1921       | الفائز في التصنيف العام |
| 10 يوليو 1921  | 1921 طواف إيميليا       | المركز الثاني           |
| 28 مارس 1922   | ميلان-سان ريمو 1922     | الفائز في التصنيف العام |
| 07 مايو 1922   | 1922 Giro della Romagna | المركز الثالث           |
| 11 يونيو 1922  | طواف إيطاليا 1922       | الفائز في التصنيف العام |
| 25 مارس 1923   | ميلان-سان ريمو 1923     | الرابع في التصنيف العام |
| 15 أبريل 1923  | ميلانو-تورينو 1923      | المركز الثالث           |
| 29 أبريل 1923  | 1923 Giro della Romagna | الفائز في التصنيف العام |
| 10 يونيو 1923  | طواف إيطاليا 1923       | المركز الثاني           |
| 29 يوليو 1923  | 1923 Giro del Veneto    | المركز الثاني           |
| 26 أغسطس 1923  | جيرو دي توسكانا 1923    | المركز الثالث           |
| 27 أكتوبر 1923 | طواف لومبارديا 1923     | الفائز في التصنيف العام |
| 09 نوفمبر 1924 | طواف لومبارديا 1924     | الفائز في التصنيف العام |
| 01 يناير 1925  | Milan-Modène 1925       | المركز الثالث           |
| 29 مارس 1925   | ميلان-سان ريمو 1925     | المركز الثاني           |
| 07 يونيو 1925  | طواف إيطاليا 1925       | المركز الثالث           |
| 02 أغسطس 1925  | 1925 Giro del Veneto    | المركز الثالث           |
| 05 سبتمبر 1925 | 1925 طواف إيميليا       | المركز الثالث           |
| 01 يناير 1926  | غران بيمونتي 1926       | المركز الثاني           |
| 01 يناير 1926  | Milan-Modène 1926       | المركز الثاني           |
| 06 يونيو 1926  | طواف إيطاليا 1926       | الفائز في التصنيف العام |
| 06 يونيو 1927  | طواف إيطاليا 1927       | المركز الثاني           |
| 10 يوليو 1927  | جيرو دي توسكانا 1927    | المركز الثالث           |
| 25 مارس 1928   | ميلان-سان ريمو 1928     | المركز الثالث           |

## روابط خارجية
- جيوفاني برونيرو على موقع أرشيف الدراجات (الإنجليزية)
- جيوفاني برونيرو على موقع إحصائيات الدراجات الإحترافية (الإنجليزية)
- جيوفاني برونيرو على موقع CycleBase (الإنجليزية)